# Astrocottus matsubarae
Astrocottus matsubarae är en fiskart som beskrevs av Masao Katayama 1942. Astrocottus matsubarae ingår i släktet Astrocottus och familjen simpor. Inga underarter finns listade.